# American Journal of Speech-Language Pathology
American Journal of Speech-Language Pathology (ook AJSLP) is een internationaal, aan collegiale toetsing onderworpen wetenschappelijk tijdschrift op het gebied van de audiologie. De naam wordt in literatuurverwijzingen meestal afgekort tot Am. J. Speech. Lang. Pathol. Het wordt uitgegeven door de American Speech-Language-Hearing Association en verschijnt 4 keer per jaar.